# Dušan Dotlić
Dušan Dotlić, hrvaški general, * 30. avgust 1913, † 1975.

## Življenjepis
Leta 1941 je vstopil v NOVJ in naslednje leto v KPJ. Med vojno je bil poveljnik čete in bataljona, poveljnik 14. in 2. liške brigade, načelnik štaba 6. divizije,...
Po vojni je končal sovjetsko Vojaško akademijo Vorošilov; bil je poveljnik divizije,... Upokojen je bil leta 1965.

## Odlikovanja
- Red bratstva in enotnosti
- Red partizanske zvezde